# UCI America Tour

Logo der UCI America Tour

Die UCI America Tour ist der vom Weltradsportverband UCI zur Saison 2005 eingeführte amerikanische Straßenradsport-Kalender. Sie gehört mit den anderen kontinentalen Rennserien (UCI Africa Tour, UCI Asia Tour, UCI Europe Tour, UCI Oceania Tour) zu den UCI Continental Circuits unterhalb der UCI ProTour (seit 2011: UCI WorldTour) und der zur Saison 2010 eingeführten UCI ProSeries.

## Teams
An den Rennen der UCI America Tour dürfen – abhängig von der UCI-Kategorie – UCI ProTeam, UCI Professional Continental Teams, UCI Continental Teams, sowie National-, Regional-, Vereins- und afrikanische Mixedteams teilnehmen.  Die ersten drei afrikanischen Continental Teams eines zu Saisonbeginns aufgrund der verpflichten Fahrer errechneten fiktionalen Rankings sind von den Veranstaltern der Rennen der ersten und zweiten Kategorie zwingend einzuladen.
| Rennen            | Teams |
| ----------------- | --- |
| HC (1.HC + 2.HC)  | UCI ProTeams (max. 65 %) UCI Professional Continental Teams UCI Continental Teams Nationalteams                        |
| 1 (1.1 + 2.1)     | UCI ProTeams (max. 50 %) UCI Professional Continental Teams UCI Continental Teams Nationalteams                        |
| 2 (1.2. + 2.2)    | UCI Professional Continental Teams UCI Continental Teams Nationalteams Regional-, Vereins- und afrikanische Mixedteams |
| Ncup (1.2. + 2.2) | Nationalteams Mixedteams                                                                                               |

## Rennen
Zu den wichtigsten UCI America Tour-Rennen zählen:
- Tour of Utah
- Colorado Classic
- Tour of California
- Winston-Salem Cycling Classic
- Philadelphia Cycling Classic
- Vuelta Mexiko
- Tour of Alberta
- Tour Colombia
- Vuelta a San Juan Internacional

## Sieger UCI America Tour
| Jahr | Fahrerwertung     | Mannschaftswertung                              | Nationenwertung    | Nationenwertung U23 |
| ---- | ----------------- | ----------------------------------------------- | ------------------ | ------------------- |
| 2005 | Edgardo Simón     | Health Net-Maxxis                               | Brasilien          | —                   |
| 2006 | José Serpa        | Selle Italia-Serramenti Diquigiovanni           | Kolumbien          | —                   |
| 2007 | Svein Tuft        | Symmetrics Cycling Team                         | Kolumbien          | Brasilien           |
| 2008 | Manuel Medina     | Garmin-Chipotle                                 | Vereinigte Staaten | Vereinigte Staaten  |
| 2009 | Gregorio Ladino   | Serramenti PVC Diquigiovanni-Androni Giocattoli | Kolumbien          | Kolumbien           |
| 2010 | Gregorio Ladino   | Funvic-Pindamonhangaba                          | Kolumbien          | Venezuela           |
| 2011 | Miguel Ubeto      | EPM-UNE                                         | Kolumbien          | Venezuela           |
| 2012 | Rory Sutherland   | Real Cycling Team                               | Kolumbien          | Kolumbien           |
| 2013 | Janier Acevedo    | UnitedHealthcare Pro Cycling Team               | Kolumbien          | Kolumbien           |
| 2014 | Juan Carlos Rojas | Team SmartStop                                  | Vereinigte Staaten | Kolumbien           |
| 2015 | Toms Skujiņš      | Optum-Kelly Benefit Strategies                  | Kolumbien          | Kolumbien           |
| 2016 | Greg Van Avermaet | Holowesko / Citadel p/b Hincapie Sportswear     | Kolumbien          | Kolumbien           |
| 2017 | Serghei Țvetkov   | Rally Cycling                                   | Kolumbien          | Kolumbien           |
| 2018 | Gavin Mannion     | UnitedHealthcare Professional Cycling Team      | Kolumbien          | Kolumbien           |
| 2019 | Egan Bernal       | Équipe cycliste Medellín                        | Kolumbien          | Kolumbien           |
| 2020 | Richard Carapaz   | Team Medellín                                   | Kolumbien          | Vereinigte Staaten  |
| 2021 | Egan Bernal       | Rally Cycling                                   | Kolumbien          | Vereinigte Staaten  |
| 2022 |                   |                                                 |                    |                     |

Zu den Regeln der einzelnen Ranglisten: 